# Kentavious Caldwell-Pope
Kentavious Tannell Caldwell-Pope (* 18. Februar 1993 in Thomaston, Georgia) ist ein US-amerikanischer Basketballspieler, der aktuell bei den Orlando Magic in der NBA unter Vertrag steht.

## High School und College
Caldwell-Pope galt als sehr talentierter High-School-Spieler und spielte 2011 beim renommierten McDonalds All-American Game sowie beim Jordan Brand Classic. Er entschied sich nach der High School, die heimische Georgia zu besuchen. Für diese spielte er zwei Jahre. In seinem letzten Jahr wurde er zum SEC Player of the Year gewählt, dabei erzielte er 18,5 Punkte und 7,1 Rebounds pro Spiel. 2013 meldete er sich zum NBA-Draft an.

## NBA-Karriere

### Detroit Pistons (2013–2017)
Im NBA-Draft 2013 wurde Caldwell-Pope an 8. Stelle von den Detroit Pistons ausgewählt. In seinem ersten Jahr startete er in der Hälfte der 82 Spiele und erzielte dabei 5,9 Punkte in knapp 20 Minuten Einsatzzeit. In der Saison 2014–2015 etablierte er sich unter Trainer Stan Van Gundy zum Starter und erzielte 12,7 Punkte im Schnitt. Auch die nächsten beiden Jahre verblieb Caldwell-Pope Starter bei den Pistons und legte im Schitt 14 Punkte auf.

### Los Angeles Lakers (2017–2021)
Nach Ablauf seines Rookie-Vertrages bei den Pistons lehnte Caldwell-Pope im Sommer 2017 eine Vertragsverlängerung über fünf Jahre ab, die ihm 80 Millionen US-Dollar eingebracht hätte. Stattdessen unterschrieb er einen Einjahresvertrag bei den Los Angeles Lakers, der ihm 18 Millionen US-Dollar einbringt. Er gewann 2020 mit den Los Angeles Lakers seine erste Meisterschaft.

### Washington Wizards (2021–2022)
Im Zuge eines Blockbuster-Trades um Point Guard Russell Westbrook wurde Kentavious Caldwell-Pope mit Kyle Kuzma und Montrezl Harrell im September 2021 zu den Washington Wizards getradet.

### Denver Nuggets (2022–2024)
Im Juli 2022 unterschrieb Caldwell-Pope einen Zweijahresvertrag über 30 Millionen US-Dollar bei den Denver Nuggets. 2023 gewann er mit der Mannschaft den NBA-Meistertitel.

### Orlando Magic (seit 2024)
Nach Ablauf seines Vertrags in Denver konnten sich die Nuggets nicht mit Caldwell-Pope auf ein neues Arbeitspapier einigen. Er unterschrieb stattdessen einen Vertrag über 66 Millionen US-Dollar und drei Jahre bei den aufstrebenden Orlando Magic. 

## NBA-Statistiken

### Reguläre Saison
| Saison  | Team        | GP  | GS  | MPG  | FG % | 3P % | FT % | RPG | APG | SPG | BPG | PPG  |
| ------- | ----------- | --- | --- | ---- | ---- | ---- | ---- | --- | --- | --- | --- | ---- |
| 2013–14 | Detroit     | 80  | 41  | 19.8 | .396 | .319 | .770 | 2.0 | 0.7 | 0.9 | 0.2 | 5.9  |
| 2014–15 | Detroit     | 82  | 82  | 31.5 | .401 | .345 | .696 | 3.1 | 1.3 | 1.1 | 0.2 | 12.7 |
| 2015–16 | Detroit     | 76  | 76  | 36.7 | .420 | .309 | .811 | 3.7 | 1.8 | 1.4 | 0.2 | 14.5 |
| 2016–17 | Detroit     | 76  | 75  | 33.3 | .399 | .350 | .832 | 3.3 | 2.5 | 1.2 | 0.2 | 13.8 |
| 2017–18 | L.A. Lakers | 74  | 74  | 33.2 | .426 | .383 | .789 | 5.2 | 2.2 | 1.4 | 0.2 | 13.4 |
| 2018–19 | L.A. Lakers | 82  | 23  | 24.8 | .430 | .347 | .867 | 2.9 | 1.3 | 0.9 | 0.2 | 11.4 |
| 2019–20 | L.A. Lakers | 69  | 26  | 25.5 | .467 | .385 | .775 | 2.1 | 1.6 | 0.8 | 0.2 | 9.3  |
| 2020–21 | L.A. Lakers | 67  | 67  | 28.4 | .431 | .410 | .866 | 2.7 | 1.9 | 0.9 | 0.4 | 9.7  |
| 2021–22 | Washington  | 77  | 77  | 30.2 | .435 | .390 | .890 | 3.4 | 1.9 | 1.1 | 0.3 | 13.2 |
| 2022–23 | Denver      | 76  | 76  | 31.3 | .462 | .423 | .824 | 2.7 | 2.4 | 1.5 | 0.5 | 10.8 |
| 2023–24 | Denver      | 76  | 76  | 31.6 | .460 | .406 | .894 | 2.4 | 2.4 | 1.3 | 0.6 | 10.1 |
| Gesamt  | Gesamt      | 835 | 693 | 29.6 | .427 | .369 | .819 | 3.0 | 1.8 | 1.1 | 0.3 | 11.4 |

### Play-offs
| Saison  | Team        | GP | GS | MPG  | FG % | 3P % | FT %  | RPG | APG | SPG | BPG | PPG  |
| ------- | ----------- | -- | -- | ---- | ---- | ---- | ----- | --- | --- | --- | --- | ---- |
| 2015–16 | Detroit     | 4  | 4  | 40.3 | .440 | .444 | .714  | 4.3 | 2.8 | 1.8 | 0.3 | 15.3 |
| 2019–20 | L.A. Lakers | 21 | 21 | 29.0 | .418 | .378 | .815  | 2.1 | 1.3 | 1.0 | 0.2 | 10.7 |
| 2020–21 | L.A. Lakers | 5  | 5  | 29.1 | .379 | .211 | 1.000 | 2.8 | 1.0 | 1.0 | 0.0 | 6.2  |
| 2022–23 | Denver      | 20 | 20 | 33.5 | .457 | .380 | .829  | 3.3 | 1.6 | 1.3 | 0.7 | 10.6 |
| 2023–24 | Denver      | 12 | 12 | 35.0 | .395 | .327 | 1.000 | 2.9 | 2.6 | 1.4 | 0.4 | 8.1  |
| Gesamt  | Gesamt      | 62 | 62 | 32.4 | .426 | .365 | .847  | 2.8 | 1.7 | 1.2 | 0.4 | 10.1 |